# راس النقيل (القفر)

تعديل مصدري - تعديل

راس النقيل هي إحدى قرى عزلة بني سيف السافل بمديرية القفر التابعة لمحافظة إب، بلغ تعداد سكانها 334 نسمة حسب تعداد اليمن لعام 2004.